# LARC-V
LARC-V (Lighter, Amphibious Resupply, Cargo, 5 ton) – amfibia transportowa amerykańskiej produkcji. Wprowadzona w 1962 roku zastąpiła używaną dotychczas amfibię z czasów II wojny światowej DUKW. Oznaczenie V w nazwie odnosi się do masy ładunku, jaką mógł przewozić LARC-V. Inną używaną nazwą jest LARC 5.
W wyniku współpracy Kalamazoo-Ingersoll Division oraz Borg-Warner Corporation amerykańskie siły zbrojne na początku lat sześćdziesiątych otrzymały do przetestowania dwa nowe amfibijne pojazdy do przewozu ładunków. Produkcję LARC-V podjęły Le Tomeau – Westinghouse Corp. oraz Consolidated Diesel Electric Co. Po przeprowadzeniu odpowiednich prób w jednostkach od 1962 roku zaczęto dostarczanie ich do pododdziałów. W okresie od 1962 do 1968 roku wyprodukowanych zostało w sumie 950 pojazdów.

## Budowa

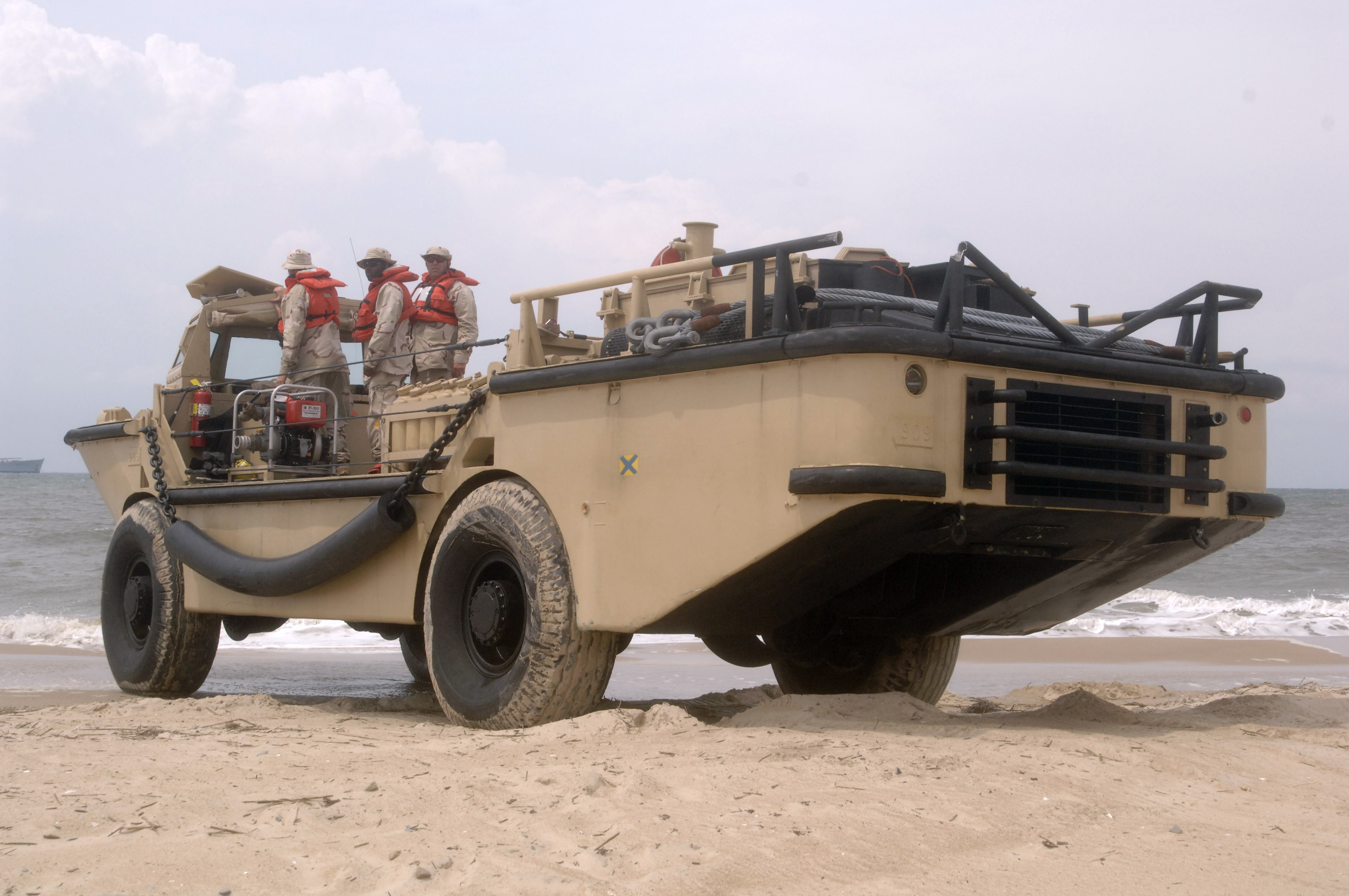
LARC w Fort Story (Virginia, Stany Zjednoczone)

Ten posiadający wyjątkową dzielność morską pojazd służył przede wszystkim do przeładunku towarów ze statku na ląd. Dużo uwagi poświęcili konstruktorzy na możliwość wyładowywania przewożonego ładunku wprost na plaży. Stosunkowo wysoka wolna burta umożliwiała eksploatację amfibii podczas wysokiej fali. Dziób i rufa pojazdu są tak ukształtowane, że nawet załadowany potrafi wprost z otwartego morza wjechać na skarpę pochyłą do 27 stopni, oraz pokonywać na lądzie wzniesienia do 60 stopni. Kadłub ukształtowany jak w łodzi, wykonany jest z blach ze stopu aluminium i magnezu. Duża powierzchnia ładunkowa o wymiarach 488 × 297 cm jest w stanie przewozić towary o wadze do 4545 kg lub transportować 20 żołnierzy wraz z ich pełnym wyposażeniem. Załadunek oraz wyładunek odbywać się mogą z obu burt, a rozpięta osłona z płótna żaglowego ochrania przewożony ładunek przed bryzgami wody. 

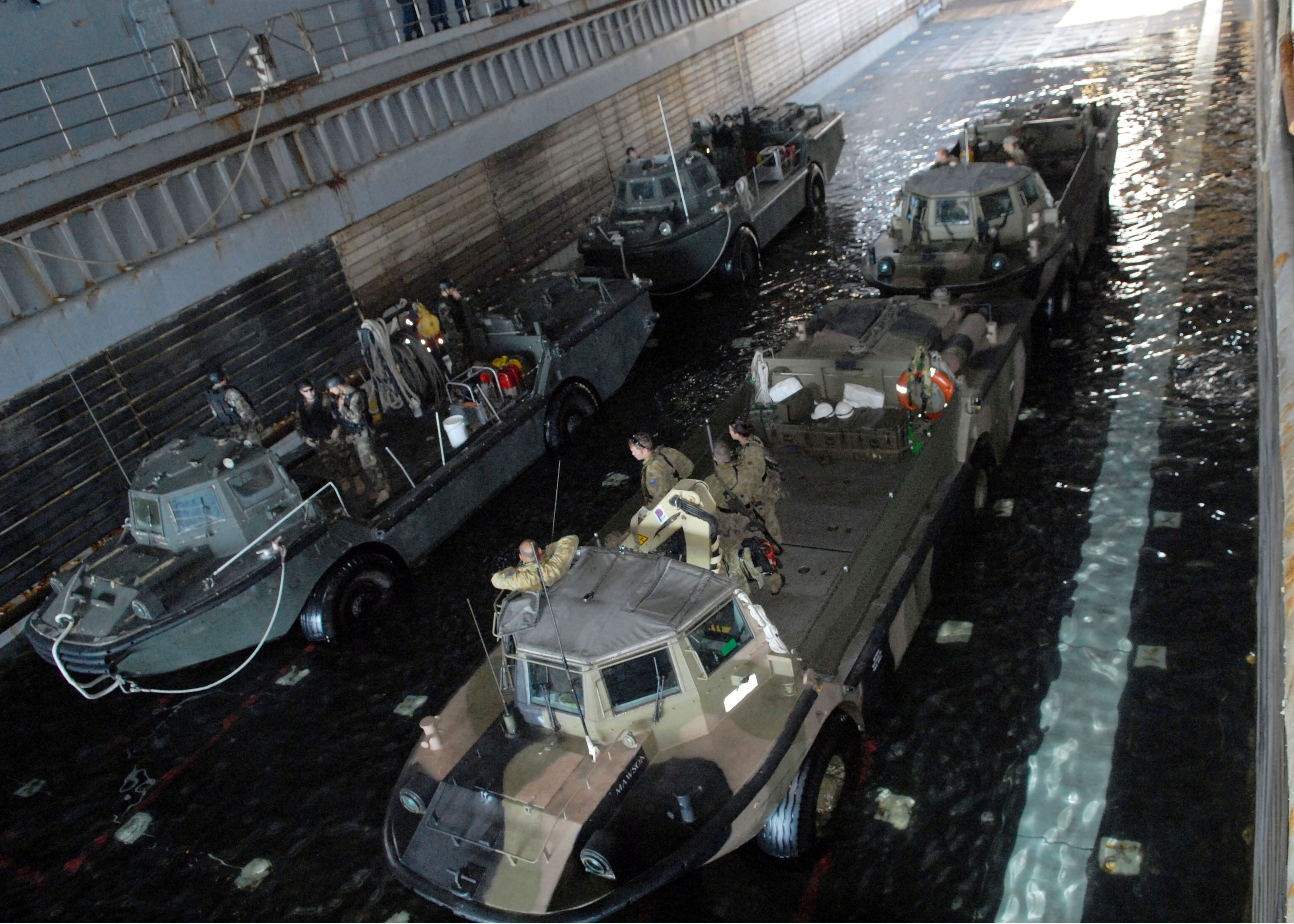
Amerykańskie oraz australijskie jednostki LARC-V znajdujące się w doku desantowym okrętu desantowego USS "Tortuga", podczas manewrów o kryptonimieTalisman Saber (2009).

 Niektóre z LARC-V wyposażone zostały w hydraulicznie sterowany bom ładunkowy, który pozwalał wyładować ładunek w miejscach gdzie rampa wyładowcza jest niedostępna. Pojazd nie posiadał żadnych amortyzatorów, resorowanie z powodzeniem zastąpione zostało przez masywne niskociśnieniowe opony. Pomimo swoich "morskich kształtów" LATC-V dysponował również bardzo dobrymi właściwościami terenowymi, które zapewniały mu duże powierzchnie jego kół i stały napęd na wszystkie koła. Posiada w sumie trzy stopnie przełożenia napędu: terenowy, drogowy i do pływania. Siłę napędową w wodzie stanowi śruba, a manewrowość zapewnia jeden ster.

## Użycie
LARC-V znajduje się na wyposażeniu lekkim kompanii amfibii US Army. Oprócz tego używają go także siły zbrojne Argentyny, Australii, Francji, Portugalii oraz Singapuru. Na wyposażeniu Bundeswehry znajdowało się 96 pojazdów LARC-V zgrupowanych w dwóch amfibijnych batalionach transportowych Marynarki Wojennej, które jednak rozwiązano w 1976 roku. W 1982 roku zostały sprzedane ostatnie pojazdy.

## Parametry
Silnik

Producent: Cummins (początkowo GM)

Typ: V8

Model: V-903C

Moc: 295 hp

Maksymalne obroty: 2600 rpm

Minimalne obroty: 650 rpm

Napięcie akumulatora: 12V

Wymiary

Długość: 10 007 cm

Szerokość: 305 cm

Wysokość: 310 cm

Rozstaw osi: 487 cm

Wolna burta (na załadowanym śródokręciu): 25 cm

Prześwity

Od nadwozia do ziemi: 61 cm

Od śruby do ziemi: 41 cm

Przestrzeń ładunkowa

Długość: 488 cm

Szerokość: 297 cm

Głębokość: 74 cm

Osiągi

Prędkość na lądzie maksymalna: 48 km/h

Prędkość na lądzie minimalna: 13 km/h

Prędkość  w wodzie: 18 km/h

Promień skrętu

Na lądzie: 12,5 m

W wodzie: 11 m

Spalanie

Na lądzie: 27,36 litra ropy na godzinę (6gph. imp)

W wodzie: 54,72 litra ropy na godzinę (12gph. imp)

Inne

Zakres pracy w temperaturach: od -31,67 °C do 51,6 °C

Rozmiar opon: 18:00 x 25

## Inne warianty

### LARC-XV
Równocześnie z LARC-V firma Ingersoll Kalamazoo opracowała LARC-XV, który jest w stanie przewozić prawie trzykrotnie więcej ładunku. Jego długość wynosi 1372 cm, natomiast szerokość 457 cm. Napędzany jest 600-konnym silnikiem Diesla.

### LARC-LX

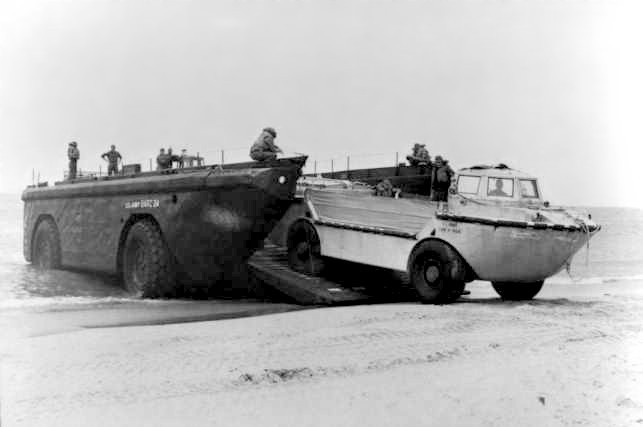
LARC-LX oraz jego mniejszy brat: LARC-V

LARC-LX (początkowo znany jako BARC) – ostatni wariant tej rodziny amfibii – ma ładowność sięgającą 100 ton lub 200 żołnierzy z pełnym ekwipunkiem, jednak zalecane obciążenie wynosi 60 ton lub 120 żołnierzy. Potrafi rozwinąć prędkość 32 km/h na lądzie, oraz 12 km/h w wodzie.
Kadłub LARC-LX był w całości stalowy. Amfibia napędzana była przez cztery silniki Diesla DMC o mocy 265 hp (198 kW) każdy. Zainstalowane są one po bokach kadłuba, a każdy z nich odpowiada za napędzane jednego koła. Napęd w wodzie zapewniają dwie śruby o średnicy 1,2 metra. Każda ze śrub sprzężona jest z parą silników, znajdujących się na każdej z burt.
Pierwszy z LARC-XV odbył swój dziewiczy rejs w roku 1952 w pobliżu Fortu Lawton (Washington). Oznaczenie zostało zmienione z BARC na LARC w roku 1960. LARC pierwszy raz został użyty bojowo w roku 1967, kiedy to wysłano je do Wietnamu, by wspierały jednostki 101 Dywizji Powietrznodesantowej, a następnie w roku 1968 w celu wsparcia 1 Dywizji Kawalerii. Ostatnim związkiem taktycznym, jaki operował amfibiami LARC-XV, była 309 Kompania Transportowa (LARC LX), wchodząca w skład 11 Batalionu Transportowego US Army. Rozwiązano ją 15 października 2001 roku.